# Epirhyssa rotunda
Epirhyssa rotunda là một loài tò vò trong họ Ichneumonidae.